# Focillidia texana
Focillidia texana là một loài bướm đêm trong họ Erebidae.